# Betaald Voetbal Veendam
Il Betaald Voetbal Veendam, meglio noto come SC Veendam, è stato una società calcistica olandese con sede nella città di Veendam, sciolta nel 2013.

## Storia
Il club fu fondato il 4 settembre 1894. Il primo nome del club fu Look-Out, che fu cambiato in Prinses Juliana Veendam (Principessa Juliana Veendam) nel 1909, diventato presto semplicemente Veendam. Il Veendam è diventato club professionista nel 1954, quando fu introdotta la Lega Olandese Professionistica. La parte professionista del club si staccò nel 1974 diventando Sportclub Veendam, mentre la parte amatoriale diventò Veendam 1894. Lo Sportclub Veendam sarebbe poi diventato l'odierno BV Veendam.
Il club ha giocato quasi sempre in Eerste Divisie, dove è tuttora militante. Ha giocato inoltre sei stagioni in terza divisione e tre in Eredivisie, la prima divisione olandese: 1954/55 (13º posto), 1986/87 (17°) e 1988/89 (18°).
Durante la stagione 2009/10, il club ha rischiato seriamente la bancarotta a causa degli eccessivi debiti che rendono possibili solamente il sostentamento delle spese fino a fine stagione, rendendo pertanto incerta la partecipazione ai campionati professionistici del club già a partire dalla stagione 2010/11. Il 12 maggio 2010 il BV Veendam è stato dichiarato fallito dalla magistratura dei Paesi Bassi, ponendo così fine alla storia di uno dei più antichi club professionistici olandesi. La sentenza di bancarotta è però stata successivamente revocata in appello, dopo che il club è riuscito a rimpinguare parzialmente i propri debiti pregressi.

## Rose delle stagioni precedenti
- 2008-2009

## Palmarès

### Altri piazzamenti
- Eerste Divisie:

Secondo posto: 1987-1988
Promozione: 1985-1986